# Aline Guedes
Aline Guedes Santiago (Belo Horizonte, 9 de janeiro de 1990) também conhecida como Aline Guedes ou simplesmente Guedes. É uma futebolista brasileira que atua como meia-atacante atualmente joga pelo Itabirito.

## Início
Começou a jogar aos nove anos de idade e atuou no futsal, futebol de salão, futebol 7 e futebol.

## Carreira

### Futebol
Estaduais
Seu primeiro estadual foi no ano de 2008 jogando no Atlético onde disputou o campeonato mineiro sagrando-se vice-campeã, após sua equipe perder pontos no Tribunal de Justiça Desportiva. Em 2011 pelo Iguaçu perdeu a final do campeonato mineiro para a equipe do Atlético conquistando seu segundo vice campeonato estadual. Em 2013 pela equipe do Neves levantou a taça de campeã estadual vencendo a final contra o Bahia de Belo Horizonte pelo placar de 3 a 0 com gols de Rayane, Aline Guedes e Carmem Priscila.
Em 2015 pelo América perdeu novamente uma final, dessa vez para o Ipatinga. Em 2016 permaneceu no plantel do América fazendo a final novamente contra o Ipatinga, dessa vez deu o Coelho e o bicampeonato estadual mineiro de Guedes.
Em 2017 jogando pelo Ipatinga a equipe da atleta mineira não passou das semifinais.
Em 2018 a atleta aceita uma ótima proposta e troca o estadual mineiro pelo estadual carioca, é contratada pela equipe do Flamengo/Marinha e sagra-se campeã carioca.
Em 2019, dez anos depois, retorna ao Atlético Mineiro e em 2020 e 2021 sagra-se bicampeã mineira de futebol feminino atuando pelo Galo.
Em janeiro de 2022, Guedes retorna ao América Mineiro.
Em 2023, Guedes e suas companheiras fazem um ótimo campeonato brasileiro da série  A2 e garantem vaga para o brasileiro da série A em 2024.
Em 2024 o Itabirito faz sua primeira equipe profissional de futebol feminino para a disputa do Campeonato Mineiro de Futebol Feminino, tendo como sua principal contratação Guedes.
Copa BH
Aline Guedes participou de cinco Copas BH de futebol. Atualmente é tetracampeã da competição mineira: 2010, 2011, 2015 e 2016. Em 2014 Guedes fez a final jogando pela equipe do Manchester e perdeu para a equipe do Santa Cruz, mas foi a artilheira da competição com 22 gols.Em 2015 foi defender as cores do Santa Cruz e tornou-se campeã vencendo a equipe do Internacional de Betim. Destaque para o título de 2016 jogando pelo América participou da maior goleada da história do futebol feminino em Minas Gerais. A equipe do América goleou a equipe do Santa Maria por 34 a 0. Guedes balançou a rede da adversária por três vezes. 

### Futsal e Futebol de Salão
Em 2009 Guedes decide deixar Belo Horizonte e abraçar a carreira do futsal profissional no Estado de Santa Catarina. Foi para Criciúma jogar o  Campeonato Catarinense de Futsal Feminino pela equipe da Unesc/Criciúma, perdeu a final do catarinense para a excelente equipe do Uno/Chapecó/Female sagrando-se vice campeã catarinense de futsal. 
Em 2014 no futsal mineiro foi campeã metropolitana e artilheira no adulto jogando pela equipe do AECS/Puella. Nesse mesmo ano atuando no futebol de salão, disputou a Copa Brasil pela equipe da UFMG, tornando-se campeã e artilheira da competição também, sendo convocada para a Seleção Brasileira de Futebol de Salão Feminino (CNFS) para disputar o Sul-Americano em Cali na Colômbia em 2015. A Seleção Brasileira amargou a quinta colocação no Sul-Americano, mas Guedes foi a artilheira da competição. Em 2015, logo após o Sul-americano em Cali, mais uma competição em território nacional, desta vez a Copa FFS-MG da Federação de Futebol de Salão de Minas Gerais, novamente Guedes é campeã e artilheira com a equipe da UFMG.

### Futebol 7
Guedes começou a atuar no Futebol 7 no ano de 2012; sua maior conquista foi o título de campeã e artilheira do Campeonato Brasileiro de 2015 realizado na cidade mineira de Conselheiro Lafaiete defendendo a equipe do Puella-MG. Em 2017 conquista a Copa Pampulha (MG), o Campeonato Mineiro, a Copa Hípica (MG) e o vice Campeonato Brasileiro realizado na cidade de Serra no Espírito Santo jogando pela equipe mineira Lustrika FC.

## Títulos
Nacionais
- Campeonato Brasileiro de Futebol 7 - 2015[29]

Estaduais
- Campeonato Carioca de Futebol - 2018
- Campeonato Mineiro de Futebol Feminino: 2013[30], 2016, 2020 e 2021.

Outros
- Copa Pampulha de Futebol 7: 2017[31]
- Copa BH de Futebol: 2010, 2011, 2015[17] e 2016[32]
- Copa FFS-MG de Futebol de Salão: 2015[26]
- Copa Brasil de Futebol de Salão: 2014[24]
- Campeonato Metropolitano de Futsal-MG: 2014[22]
- Copa Centenário de Futebol: 2008, 2010 e 2013

### Campanhas de destaque
Vice-campeã
- Campeonato Brasileiro de Futebol Feminino - Série A2 - 2021 (Acesso a 1ª divisão de 2022).
- Campeonato Mineiro de Futebol - 2015[33]
- Copa BH de Futebol - 2014[16]
- Campeonato Mineiro de Futebol - 2011
- Campeonato Catarinense de Futsal - 2009[20]
- Campeonato Mineiro de Futebol - 2008

### Artilheira
- Copa Pampulha de Futebol 7 - 2017: (14 gols)[31]
- Campeonato Sul-Americano de Futebol de Salão - 2015: (15 gols)[25]
- Campeonato Brasileiro de Futebol 7 - 2015[29]
- Copa FFS-MG de Futebol de Salão - 2015[26]
- Copa BH de Futebol - 2014: (22 gols)[16]
- Copa Brasil de Futebol de Salão - 2014[24]
- Campeonato Metropolitano de Futsal-MG - 2014: (17 gols)[23]